# Ленне (приток Везера)
Ленне (нем. Lenne) — река в Германии, протекает по земле Нижняя Саксония. Правый приток Везера.
Площадь бассейна реки составляет 125 км². Высота истока 306 м.
Берёт начало у деревни Линненкамп. Течёт на север. Впадает в Везер около города Боденвердер. На реке расположен город Эшерсхаузен.